# Nueva Palestina (Ángel Albino Corzo)
Nueva Palestina es una localidad del estado mexicano de Chiapas. Es parte del municipio de Ángel Albino Corzo.

## Demografía
| Gráfica de evolución demográfica |
|                                  |

| Censo | Población |
| ----- | --------- |
| 1930  | 136       |
| 1940  | 111       |
| 1950  | 341       |
| 1960  | 704       |
| 1970  | 990       |
| 1980  | 1 233     |
| 1990  | 2 191     |
| 2000  | 2 398     |
| 2010  | 3 475     |
| 2020  | 4 295     |